# Udo Bernhart

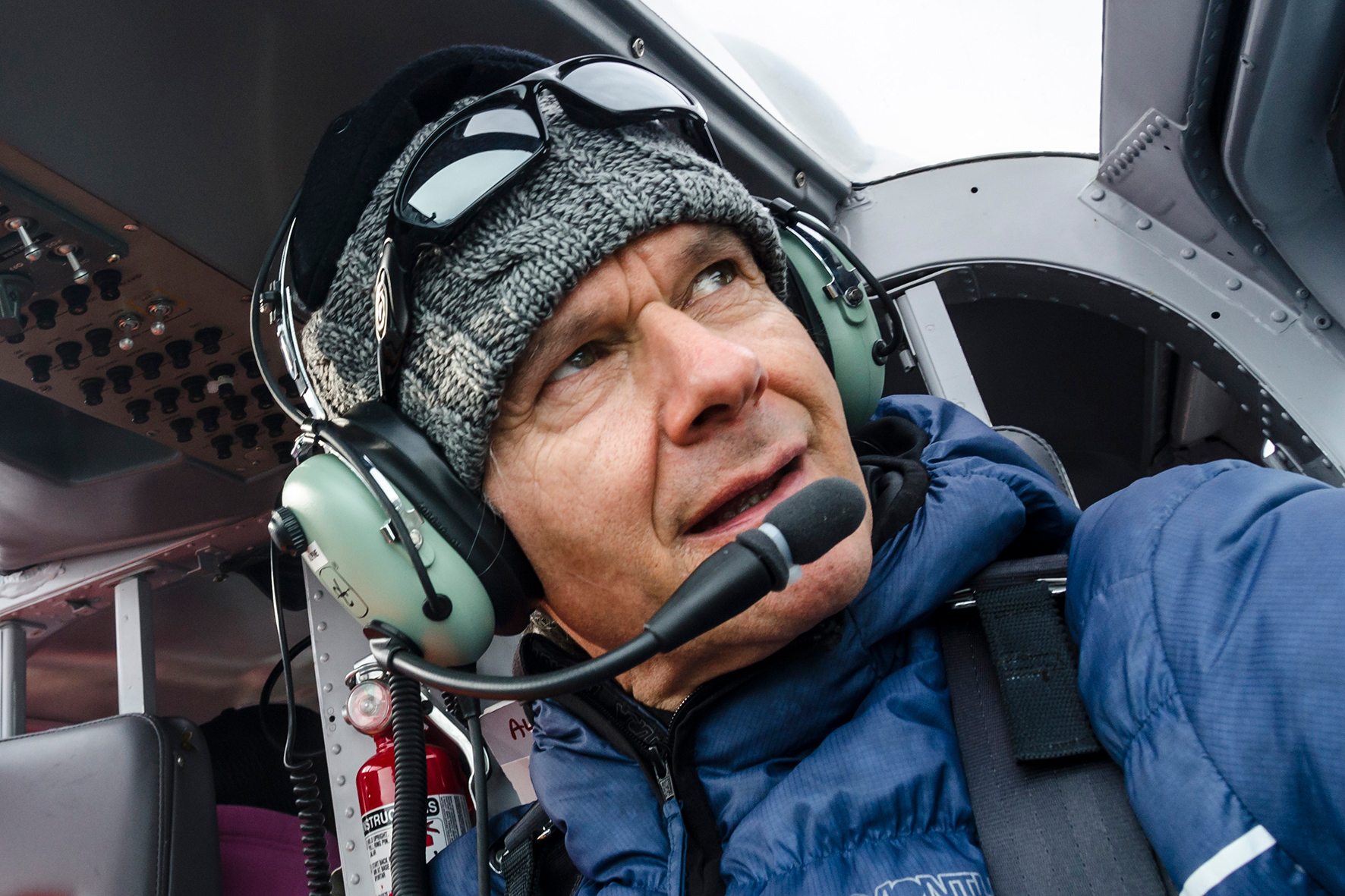
Udo Bernhart bei einer Expedition.

Udo Bernhart (* 1956 in Bozen, Südtirol) ist ein Südtiroler Fotograf und Fotojournalist.  

## Leben
Udo Bernhart entschied sich früh gegen den Wunsch seiner Eltern für eine fotografische Laufbahn – inspiriert vom Großonkel Luis Maria Pohl, einem passionierten Fotografen und Ceylon-Kenner. Nach einer Ausbildung als Reprofotograf und Fotograf sammelte er erste Erfahrungen bei Jakob Tappeiner in Meran, einem Pionier der Südtiroler Fotografie. 1978 zog Bernhart nach Frankfurt, wo er als Assistent eines Modefotografen arbeitete und sich Kenntnisse in Studio- und Werbefotografie aneignete. Bald darauf machte er sich als Werbe- und Luftbildfotograf selbstständig, bevor er sich dem Fotojournalismus widmete. Seit 1981 arbeitet Bernhart als freier Fotojournalist für internationale Magazine wie National Geographic, GEO, ELLE, abenteuer & reisen, Die Welt oder ADAC Reisemagazin. Im Zentrum seiner Arbeit stehen Menschen, Kulturen und Landschaften. Eine prägende Phase seiner Karriere war die Zusammenarbeit mit der United States Travel and Tourism Association (USTTA) zwischen 1985 und 1990. Sein Auftrag war, alle 51 US-Bundesstaaten „mit europäischen Augen“ zu fotografieren. Seine daraus entstandene Tonbildschau wurde im Weißen Haus gezeigt.

## Werk und Veröffentlichungen
Zu den wichtigsten Veröffentlichungen von Udo Bernhart zählen zahlreiche Bildbände, Reiseberichte und Sachbücher, darunter:
- Sri Lanka - Expedition durch das Gestern und Heute (1991, gemeinsam mit Stefan Hilscher)[6]
- Leben, die sich gleichen – Bergklöster aus Alpen und Himalaya (1995, gemeinsam mit Jul Bruno Laner)[7]
- Frankfurt – Stadt für Menschen (1996, gemeinsam mit Dagmar Kluthe)[8]
- Zwischen Nord und Süd – Südtirol (2001, gemeinsam mit Karin Bernhart)[9]
- Südtiroler Charakterköpfe (2006, gemeinsam mit Zeno Braitenberg)[10]
- Kamtschatka – Land aus Feuer und Eis (2015)[11]
- Mongolei – Unterwegs durch die endlose Weite der Steppe (2016, gemeinsam mit Karin Bernhart)[12]
- Die Alpenfront – Einst und Jetzt (2014, gemeinsam mit Hans-Joachim Löwer; bisher fünf Auflagen)[13]
- Draußen. Mit der Kamera durch die Welt (2014 – autobiografisches Werk, aus eigener Auswahl)
- Route 66[14]
- Antarktis – Begegnung mit dem Horizont[15]
- Norway (aus der Reihe Spectacular Places)[16]
- Die Sterne von Salina (2024, gemeinsam mit Herbert Taschler)[17]

Seit einigen Jahren zählen auch Kochbücher zu seinen Veröffentlichungen. Zudem hat Bernhart seit Beginn der Corona-Pandemie über ein Dutzend Wohnmobil-Reiseführer herausgegeben. Seine Arbeiten wurden mehrfach in der Leica Fotogalerie ausgestellt. 1996 erhielt er eine Auszeichnung des Deutschen Verbands für Fotografie. Neben seiner fotografischen Tätigkeit hält er Vorträge über seine Reisen und nimmt an internationalen Ausstellungen teil. Zusammen mit seiner Frau Karin Bernhart hat er mehrere Bücher veröffentlicht, darunter Gärtnern für ein langes Leben, in dem Karin Bernhart als Textautorin tätig war.

## Auszeichnungen und Ehrungen
| Titel                                                              | Organisation                                                    | Jahr | Werk                                       |
| ------------------------------------------------------------------ | --------------------------------------------------------------- | ---- | ------------------------------------------ |
| Premio Enit                                                        | Ambasciata d'Italia in Germania                                 | 2003 | Süditalien - Sehen, entdecken und genießen |
| Premio Enit                                                        | Ambasciata d'Italia in Germania                                 | 2014 | Sizilien - Zeit für das Beste              |
| Premio Enit                                                        | Ambasciata d'Italia in Germania                                 | 2024 | die Sterne von Salina                      |
| Goldmedaille                                                       | Deutscher Verband für Fotografie                                | 1996 | Deutsche Fotomeisterschaft                 |
| Aufnahme in die Deutsche Gesellschaft für Photographie             | Deutsche Gesellschaft für Photographie DGPh                     | 2015 | /                                          |
| 2. Platz - Bestes Buch zur Gartenprosa- oder Lyrik                 | STIHL - Deutsche Gartenbuchpreis und European Garden Book Award | 2018 | Deutscher Gartenbuchpreis                  |
| Sonderpreis für außergewöhnliche Leistungen in der Gartenliteratur | STIHL - Deutsche Gartenbuchpreis und European Garden Book Award | 2018 | Europäischer Gartenbuchpreis               |